# Roman Zobnine
Roman Sergueïevitch Zobnine (en russe : Роман Сергеевич Зобнин), né le 11 février 1994 à Irkoutsk en Russie, est un footballeur international russe, qui évolue au poste de milieu de terrain.

## Biographie

### Carrière en club
Roman Zobnine est issu de l'Akademia Iouri Konoplyov. Entre 2011 et 2013, il joue en troisième division à l'Akademia Togliatti, où il dispute 23 rencontres.
En janvier 2013, il rejoint le Dynamo Moscou, signe un contrat de 2 ans et demi, et intègre l'équipe réserve. La saison suivante, il intègre l'équipe première. Le 19 juillet 2013, il fait ses débuts en Premier-Liga contre l'Anji Makhatchkala. À la fin de la saison 2014-15, il est élu meilleur jeune joueur du Dynamo Moscou.
Le 12 mars 2015 contre le SSC Naples, il fait ses débuts en Ligue Europa. À la fin de la première mi-temps, il reçoit un second carton jaune et est expulsé. Le 18 mai, il marque son premier but en Premier-Liga contre l'Oural Iekaterinbourg.
À la suite de la relégation du Dynamo Moscou en deuxième division. Le 15 juin 2016, il rejoint le Spartak Moscou pour un montant de transfert de 3 millions d'euros et signe un contrat de 4 saisons.
Avec les clubs du Dynamo Moscou et du Spartak Moscou, Roman Zobnin dispute 3 matchs en Ligue Europa.

### Carrière internationale
Roman Zobnine  est sélectionné dans quasiment toutes les catégories de jeunes, des moins de 16 ans jusqu'aux espoirs. Il inscrit un but avec les moins de 18 ans.
Roman Zobnine compte six sélections avec l'équipe de Russie depuis 2015,.
Il est convoqué pour la première fois en équipe de Russie par le sélectionneur national Fabio Capello, pour un match amical contre le Kazakhstan le 31 mars 2015. Il entre à la 22e minute de la rencontre, à la place de Vassili Bérézoutski. La rencontre se solde par un match nul et vierge (0-0).

## Statistiques
| Saison                | Club                  | Championnat           | Championnat | Championnat | Coupe(s) nationale(s) | Coupe(s) nationale(s) | Compétition(s) continentale(s) | Compétition(s) continentale(s) | Compétition(s) continentale(s) | Russie | Russie | Total | Total |
| Saison                | Club                  | Division              | M.          | B.          | M.                    | B.                    | Comp.                          | M.                             | B.                             | M.     | B.     | M.    | B.    |
| 2011-2012             | Akademia Togliatti    | D3                    | 13          | 0           | -                     | -                     | -                              | -                              | -                              | -      | -      | 13    | 0     |
| 2012-2013             | Akademia Togliatti    | D3                    | 10          | 0           | -                     | -                     | -                              | -                              | -                              | -      | -      | 10    | 0     |
| Sous-total            | Sous-total            | Sous-total            | 23          | 0           | -                     | -                     | -                              | -                              | -                              | -      | -      | 23    | 0     |
| 2013-2014             | Dynamo Moscou         | D1                    | 4           | 0           | 1                     | 0                     | -                              | -                              | -                              | -      | -      | 5     | 0     |
| 2014-2015             | Dynamo Moscou         | D1                    | 15          | 1           | -                     | -                     | C3                             | 1                              | 0                              | 1      | 0      | 17    | 1     |
| 2015-2016             | Dynamo Moscou         | D1                    | 29          | 1           | 3                     | 0                     | -                              | -                              | -                              | -      | -      | 32    | 1     |
| Sous-total            | Sous-total            | Sous-total            | 48          | 2           | 4                     | 0                     | -                              | 1                              | 0                              | 1      | 0      | 54    | 2     |
| 2016-2017             | Spartak Moscou        | D1                    | 29          | 2           | 1                     | 0                     | C3                             | 2                              | 0                              | 8      | 0      | 40    | 2     |
| 2017-2018             | Spartak Moscou        | D1                    | 14          | 0           | 2                     | 0                     | C1+C3                          | 2+2                            | 0                              | 8      | 0      | 28    | 0     |
| 2018-2019             | Spartak Moscou        | D1                    | 26          | 1           | 1                     | 0                     | C1+C3                          | 2+4                            | 0                              | 6      | 0      | 39    | 1     |
| 2019-2020             | Spartak Moscou        | D1                    | 25          | 2           | 3                     | 0                     | C3                             | 4                              | 0                              | 4      | 0      | 36    | 2     |
| 2020-2021             | Spartak Moscou        | D1                    | 28          | 1           | 2                     | 1                     | -                              | -                              | -                              | 11     | 0      | 41    | 2     |
| 2021-2022             | Spartak Moscou        | D1                    | 25          | 3           | 2                     | 0                     | C1+C3                          | 2+4                            | 0                              | 3      | 0      | 36    | 3     |
| 2022-2023             | Spartak Moscou        | D1                    | 17          | 3           | 7                     | 0                     | -                              | -                              | -                              | -      | -      | 24    | 3     |
| Sous-total            | Sous-total            | Sous-total            | 164         | 12          | 18                    | 1                     | -                              | 22                             | 0                              | 40     | 0      | 244   | 13    |
| Total sur la carrière | Total sur la carrière | Total sur la carrière | 235         | 12          | 22                    | 1                     | -                              | 23                             | 0                              | 41     | 0      | 321   | 13    |

## Palmarès
Spartak Moscou
- Champion de Russie en 2017.
- Vainqueur de la Coupe de Russie en 2022.